# Miet van Puijenbroek
Maria Francisca (Miet) van Puijenbroek (Tilburg, 17 mei 1914 – aldaar, 30 juli 1999) was een Nederlands vakbondsbestuurder en politicus. Haar kritische houding ten opzichte van arbeidsomstandigheden, in het bijzonder de rechten en positie van de (arbeiders)vrouw, leverde haar de bijnaam Rooie Miet op.

## Leven en werk
Miet van Puijenbroek was een dochter van Franciscus Johannis van Puijenbroek (1888-1979) en Maria Francisca de Beer (1889-1941). Haar ouders werkten beiden in de textielindustrie in Tilburg, vader als wever en moeder als stopster. Van Puijenbroek ging na de lagere school bij de Zusters van Liefde naar de lagere textielschool, waar ze leerde noppen en stoppen. Als veertienjarige ging ze aan het werk op de stopperij bij Van Dooren & Dams, een fabriek in wollen stoffen. Als stopster herstelde ze weeffouten. Na een jaar nam Van Puijenbroek ontslag vanwege een loonkwestie. Via een aantal andere fabrieken kwam ze later toch weer bij Van Dooren & Dams terecht. Van Puijenbroek werd door haar werkgever als 'lastig' gezien, omdat ze opkwam voor de rechten van de arbeidsters. Omdat ze een goede kracht was, kreeg ze geen ontslag.
Toen ze 17 was, werd Van Puijenbroek lid van de Katholieke Jeugd Vereniging, die meisjes tot 25 jaar wilde voorbereiden op het huwelijk. Van Puijenbroek kon er trainingen volgen en kwam in aanraking met meisjes uit andere milieus. Ze was er zes jaar jeugdleidster. Vanaf 1938 volgde ze, als enige vrouw, een driejarige opleiding aan de Sociale School van het Rooms-Katholiek Werkliedenverbond. In 1939 werd ze hoofdstopster. Tijdens de oorlogsjaren werkte Van Puijenbroek bij textielfabrieken in Twente en de omgeving van Eindhoven. Na de oorlog trad ze in dienst bij de wollenstoffenfabriek L.E. van den Bergh aan de Sint-Josephstraat in Tilburg, waar ze de leiding kreeg over de nopsters en de stopsters. In 1955 stapte ze uit de textielbranche.
Vakbondsjaren
In 1935 sloot Van Puijenbroek zich aan bij de katholieke textielarbeidersbond St. Lambertus, twee jaar later kreeg ze een plek in het hoofdbestuur. In 1955 werd ze diocesaan leidster van de Katholieke Arbeiders Vrouwen (KAV) in het bisdom 's-Hertogenbosch, onderdeel van de Katholieke Arbeidersbeweging. Het was een betaalde functie, waardoor ze zich volop kon wijden aan het welzijn van de arbeidersvrouw. Van Puijenbroek was de eerste leidster die uit de arbeidersstand kwam. Ze was van 1955 tot 1961 ook voorzitter van de KAV. De KAV bood onder meer kook- en naaicursussen, film- en toneelavonden en reizen naar Lourdes aan, Miet van Puijenbroek organiseerde ook discussieavonden over onderwijs en sociale vorming. De Katholieke Arbeidersbeweging werd in 1964 herdoopt tot Nederlands Katholiek Vakverbond, de vijf diocesane vrouwenbewegingen die er waren gingen verder onder de paraplu van de Stichting Vrouwenbeweging van het NKV. In 1975 nam Van Puijenbroek afscheid van de Vrouwenbeweging.
Politieke loopbaan
Van 1953 tot 1990 was Miet van Puijenbroek lid van de Tilburgse gemeenteraad, voor de Katholieke Volkspartij en het CDA. Ze was veertien jaar lid van de Provinciale Staten van Noord-Brabant. Van 1978 tot 1982 was ze, als eerste vrouw, wethouder van Tilburg met de portefeuille sociale zaken en cultuur. Ze was onder meer verantwoordelijk voor de eerste emancipatienota en de eerste museumnota in de gemeente.    
In 1988 werd Gerrit Brokx benoemd tot burgemeester van Tilburg. Uit een alternatieve stemming van het Links Akkoord bleek dat de Tilburgse bevolking liever Van Puijenbroek als burgemeester had gezien. Brokx kreeg 5 procent van de stemmen, Van Puijenbroek 42 procent. Twee jaar later nam ze afscheid van de gemeenteraad. Ze ging vervolgens geschiedenis en filosofie studeren aan het Tilburgs Avondcollege.
Miet van Puijenbroek overleed in 1999, op 85-jarige leeftijd. Ze werd begraven op begraafplaats Vredehof. Op haar grafmonument, dat werd gemaakt door Hanneke Mols-van Gool, staan het logo van de gemeente Tilburg en de tekst "Tilburger van de 20-ste eeuw".

## Erkenning
Van Puijenbroek werd in 1972 benoemd tot ridder in de Orde van Oranje-Nassau voor haar werk in de gemeenteraad en haar bijdrage aan de interdepartementale adviescommissie over de arbeid van vrouwen en meisjes. Het wandbord dat ze in 1990 bij haar afscheid van de gemeenteraad kreeg, kon haar niet bekoren. Ze vond dat een bevordering van haar koninklijke onderscheiding meer op z'n plaats was geweest. Van Puijenbroek ontving ook de grote zilveren legpenning van Tilburg (1978) en de erepenning van de Tilburgse Kunststichting (1996). In 2000 werd ze door de lezers van het Brabants Dagblad verkozen tot 'Tilburger van de 20e eeuw'.
Van Puijenbroek maakte zich onder andere hard voor het behoud van de textielfabriek van C. Mommers & Co. aan de Goirkestraat in Tilburg. In 1985 werd hier het TextielMuseum gevestigd. In de collectie van het museum bevindt zich een portret van Van Puijenbroek dat Riky Schellart in 1990 in opdracht van het CDA schilderde. In 2009 werd op Internationale Vrouwendag bij de entree van het TextielMuseum een monument onthuld ter herinnering aan Miet van Puijenbroek. Het door de Tilburgse beeldhouwer Margot Homan gemaakte beeld Concedo nulli toont haar achter het spreekgestoelte. Het monument werd uit één stuk marmer gehakt, symbolisch voor een vrouw uit één stuk.